# Perumbalam
Perumbalam är en ort i Indien.   Den ligger i distriktet Alappuzha och delstaten Kerala, i den södra delen av landet, 2 100 km söder om huvudstaden New Delhi. Perumbalam ligger 11 meter över havet och antalet invånare är 9 678.
Terrängen runt Perumbalam är platt. Havet är nära Perumbalam åt nordväst. Runt Perumbalam är det tätbefolkat, med 913 invånare per kvadratkilometer. Närmaste större samhälle är Kochi, 15,3 km nordväst om Perumbalam. I omgivningarna runt Perumbalam växer i huvudsak städsegrön lövskog.